# Chłodzenie wodne

Animacja chłodzenia cieczą radiatora przy zastosowaniu analizy dynamiki płynów wysokiej rozdzielczości

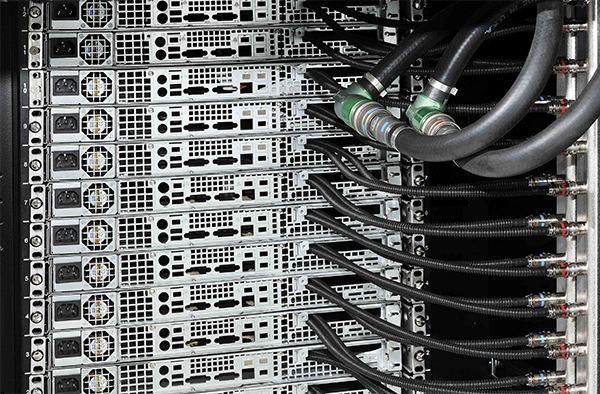
Chłodzenie wodne serwerów w Racku

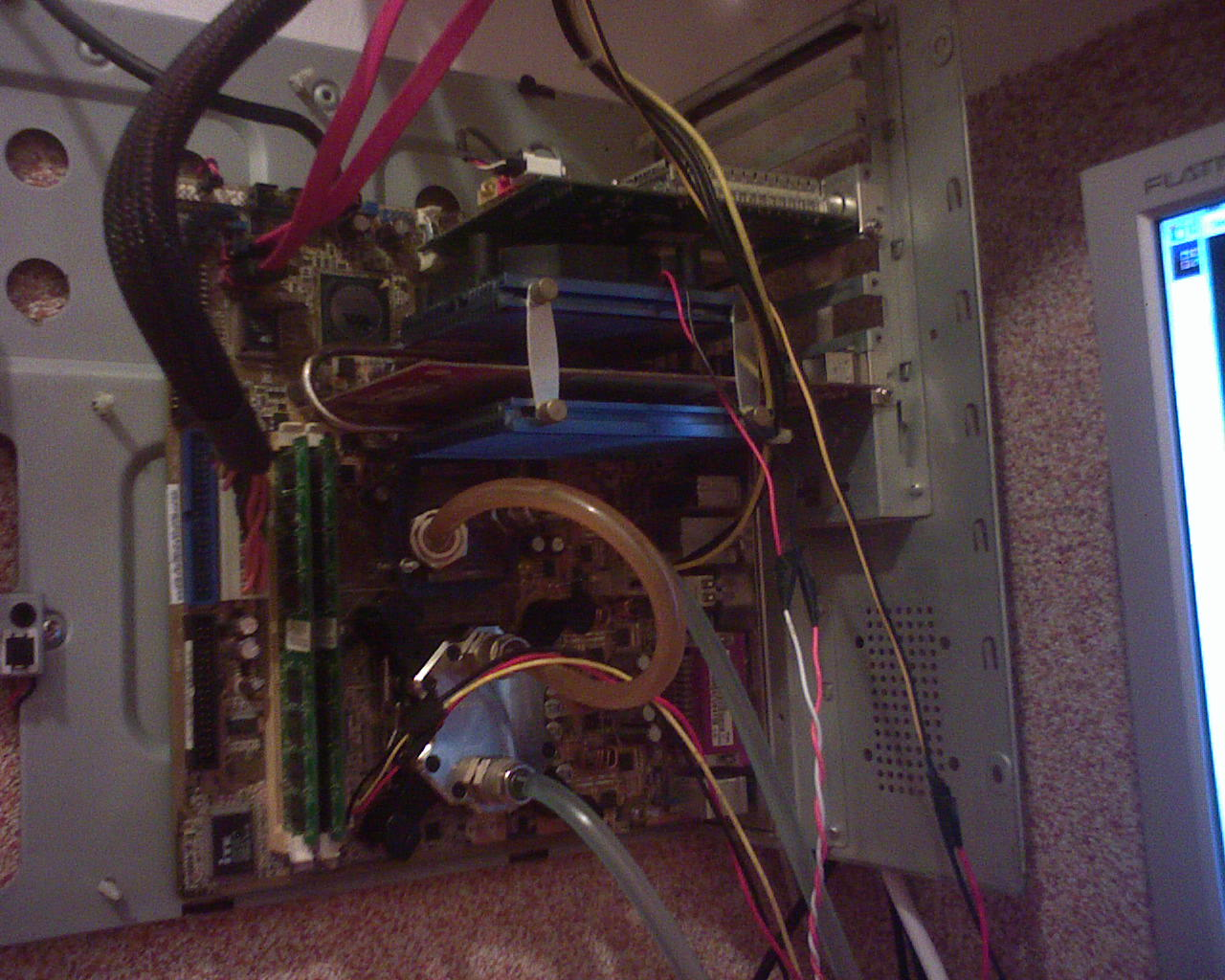
Komputer PC chłodzony wodą

Chłodzenie wodne (ang. water cooling) – chłodzenie elementów mechanicznych lub elektronicznych przy użyciu układu, w którym medium transportującym ciepło jest woda. Systemy chłodzenia wodnego są stosowane m.in. w samochodach, elektrowniach, superkomputerach, szafach serwerowych, a czasami nawet w komputerach osobistych.
System chłodzenia wodnego, niezależnie od miejsca zastosowania składa się zawsze z pięciu podstawowych elementów:
1. Bloków chłodzących – wymienników ciepła, w których przepływająca woda ogrzewa się od powierzchni, odbierając od nich tym samym ciepło; zwykle mają postać żłobkowanych kształtek lub zestawu cienkich rurek, wykonanych z metali dobrze przewodzących ciepło (np. miedź lub mosiądz) i posiadających dużą powierzchnię wymiany, przez które cyrkuluje woda.
2. Chłodnicy – która również jest wymiennikiem ciepła, zbudowanym z kształtek lub rurek, w której dochodzi do oddawania ciepła z wody do otoczenia; chłodnice są często zaopatrywane w wentylatory, które zwiększają intensywność wymiany ciepła przez wymuszanie ruchu powietrza.
3. Pompy – która wymusza kontrolowany obieg wody w całym układzie; pompy te miewają różną konstrukcję zależną od zastosowania i potrzebnej wydajności pracy.
4. Zbiornika wyrównującego z zaworami – automatycznie uzupełniającego niedobory wody, które powstają na skutek nieszczelności i parowania.
5. Układu rur –  które łączą z sobą pompę, bloki chłodzące, chłodnicę, zbiornik wyrównawczy i ewentualnie elementy dodatkowe takie jak wskaźniki przepływu, ciepła, ciśnienia i temperatury.

Podstawową zaletą chłodzenia wodnego, jest niska cena wody – najtańszego z możliwych ciekłego medium chłodzącego. W porównaniu z układami powietrznymi, wodne układy chłodzące są zwykle dużo bardziej efektywne. Jedną z wad chłodzenia wodnego jest jego tendencja do porastania glonami, które świetnie rozwijają się w ciepłej wodzie. Aby tego uniknąć należy dodawać do wody pestycydy. Innym problemem chłodzenia wodnego jest korozja, prowadząca do rozszczelniania się układów. Problem ten rozwiązuje się poprzez dodawanie do wody płynów antykorozyjnych i stosowanie do jego konstrukcji stopów nierdzewnych.